# Ольштын (гмина)
О́льштын (пол. Olsztyn) — городско-сельская гмина (волость) в Польше, входит как административная единица в Ченстоховский повет, Силезское воеводство. Население — 6934 человека (на 2004 год). Административный центр — город Ольштын.

## Демография
| Перепись                       | Всего   | Всего | Женщины | Женщины | Мужчины | Мужчины |
| ------------------------------ | ------- | ----- | ------- | ------- | ------- | ------- |
| Единицы                        | человек | %     | человек | %       | человек | %       |
| Население                      | 6934    | 100   | 3476    | 50,1    | 3458    | 49,9    |
| Плотность населения (чел./км²) | 63,7    | 63,7  | 31,9    | 31,9    | 31,8    | 31,8    |

## Поселения
1. Бискупице
2. Буковно
3. Красава
4. Кусента
5. Ольштын
6. Пшимиловице
7. Пшимиловице-Подграбе
8. Скрайница
9. Турув
10. Зрембице

## Достопримечательности
В деревне Ольштын — разрушенный замок Ольштын.

## Соседние гмины
1. Ченстохова
2. Гмина Янув
3. Гмина Каменица-Польска
4. Гмина Мстув
5. Гмина Почесна
6. Гмина Порай
7. Гмина Жарки